# 世界平和教授アカデミー
世界平和教授アカデミー（せかいへいわきょうじゅアカデミー、英語: The Professors World Peace Academy; PWPA）は世界平和統一家庭連合（旧統一教会）と人的・資金的につながりのある学者・文化人組織。1973年5月6日、文鮮明によって韓国で「世界平和教授協議会（세계평화교수협의회）」が作られ、次いで1974年9月28日に日本で「世界平和教授アカデミー」として設立された。初代会長は松下正寿。本記事では日本で設立された団体について記述する。本部は東京都新宿区新宿。機関誌『世界平和研究』『知識』を発行。

## 概要

初代会長の松下正寿

世界平和教授アカデミーは統一教会の創始者で教祖・文鮮明の提唱で創設された。同じく統一教会系列の反共主義の政治団体・国際勝共連合と連携した活動を行っている。
1976年 (昭和51年) 3月から1979年 (昭和54年) 3月までの3か年をかけ、日本の保守派の学者を動員し、日本の国家目標についての研究、「ナショナル・ゴール（国家目標）研究」（NG研究）というプロジェクトを推進した。これらは、基本的には反共主義に則った安全保障・国防拡張政策の実現計画・提言だったといってよい。一方で、宗教・思想と科学の統合という非科学的な研究や、民主主義の再検討という物騒な研究もおこなわれた。教育制度改革を通じて、国民に反共思想・国防思想・反自由主義を定着化させようとした点も主要な議論の一つだった。
このプロジェクトには、糸川英夫、川喜田二郎、黒川紀章、小松左京と言った当時からマスコミを通じて広く知られた人物もかかわっていた。それ以外にも、三菱総研、政策科学研究所、野村総研といった代表的なシンクタンクの責任者もプロジェクトの委員に加わっている。協力者には、山本七平、渡部昇一といった人物も含まれている。成果は1979年6月、『国際化時代と日本 10年後の国家目標』として出版された。
近年はインテリジェント・デザイン説を提唱する「創造デザイン学会」を主催している。「インテリジェント・デザイン」説は高度の知性を持った存在がこの宇宙や生命を設計したとする学説で、キリスト教の創造主たる神を科学的に論じようとする試みだとされ、母体である統一教会の影響が指摘されている。米国PWPAはアメリカにあるブリッジポート大学の運営にかかわっている。年間予算の多くはニューヨークに本部がある「国際文化財団」（初代理事長は文鮮明の側近で、元ワシントン・タイムズ会長の朴普煕、日本における会長は日本の統一教会と国際勝共連合の会長兼任していた久保木修己）からの援助だという。
文鮮明が韓国の信者に行った説教を収録した『文鮮明先生말씀（御言葉）選集』の第125巻の中で、文は次のように述べている。

## 沿革
1973年5月6日、文鮮明によって韓国で「世界平和教授協議会（세계평화교수협의회）」が創設された。
1974年 (昭和49年) 9月28日、日本で「世界平和教授アカデミー」が創設された。そこに至るまでには周到な準備がなされている。発端は、文鮮明の提唱により始められた「日韓教授親善セミナー」と「科学の統一に関する国際会議」である。統一教会局長会議の元メンバー副島嘉和が述べているように、「科学の統一に関する国際会議」は統一教会のダミー組織である。
「セミナー」は1971年 (昭和46年) 7月から1973年 (昭和48年) 4月にかけて計5回、「国際会議」は1972年 (昭和47年) 11月と1973年 (昭和48年) 11月の2回開催され、第3回「セミナー」において「アカデミー」創設の要請がなされた。日本で設立されるにもかかわらず「アカデミー」創設の原案は日本ではなく韓国側から出された。この原案はKCIAが作成したことが知られている。
原案に沿って、1973年 (昭和48年) 4月に東京の経団連会館で開催された第5回「セミナー」において、23名の教授によって日本で「世界平和教授協議会」が結成された。これが「アカデミー」の母体である。それから約1年半後の1974年 (昭和49年) 9月28日に、会員134名によって正式に世界平和教授アカデミーとして発足した。
「アカデミー」は国際文化財団によって創設されたが、この財団もまた統一教会のダミー機関である。
- 1974年
  - 9月28日　「世界平和教授アカデミー」を設立。134名の教授らが参加。会長に松下を選出。
- 1975年
  - 12月15日　世界平和教授アカデミーが主催し、統一教会幹部の松下正寿が基調講演をした「第五回国際学術会議」が開催された[13]。加瀬英明や倉前盛通らが会議に論文を提出した[13]。
- 1976年
  - 1月　機関紙「季刊アカデミー」を創刊[14]。創刊号には、「世界平和教授アカデミーが発足してからここに一年。その間に加入した会員は三〇〇名を越え、いくつかのプロジェクトのもと研究活動も順調に進行している。それらの成果をふまえた学術発表の機関として『季刊アカデミー』を刊行する」と書かれていた[15]。創刊号には統一教会幹部の松下正寿、世界平和教授アカデミー常任理事、国際勝共連合代表世話人、全国勝共教授団副会長、日本会議顧問などを歴任した宇野精一、「日韓トンネル研究会」副会長、「国際合同結婚式を支持する学者・文化人の会」世話人、日韓文化交流会会長の金山政英、「国際勝共連合」新宿支部長、「日韓トンネル研究会」常任理事、世界平和教授アカデミー常任理事の清水馨八郎など、多数の統一教会関係者が寄稿した[14]。
  - 「10年後のナショナル・ゴール研究」と題する政策研究を3年間行なう。約二千人の学者が参加。
- 1979年
  - 10月　 政策研究の内容を『国際化時代と日本―10年後の国家目標』という本にして、各界に提言。
- 1980年
  - 4月　世界平和教授アカデミーの機関紙『季刊アカデミー』を『知識』に改題[16]。
- 1985年
  - 「東アジア総合研究」を開始。
  - 8月「世界平和教授アカデミー(PWPA)」の第二回国際会議をスイスのジュネーヴで開催。
- 1988年
  - 国際会議を開催。韓国、中国の学者たちと「アジア共同体」構想について議論。
- 1990年代
  - 日本の生存と世界への貢献の道を模索する「グローバル・ゴール研究」を行ない、その成果を『精神革命への挑戦―地球時代宣言』として出版。。
- 1997年
  - 「日本人の新しい目標」に関する研究成果を提言として橋本龍太郎首相（当時）に提出。
- 2000年
  - 1月　高等教育に関する研究の成果を『「新しい道徳教育」への提言―「人格教育」をどう進めるか―』として出版。

## 所在地
所在地は東京都新宿区新宿5-13-2成約ビル2F。成約ビルの概要および主な入居団体は下記のとおり（2022年8月の時点）。
- 建物名称：成約ビル
- 所在地：東京都新宿区新宿5-13-2
- 建物規模：地上5階

| 5F | UPF-Japan、平和大使協議会 |
| 4F | 真の家庭運動推進協議会、一般財団法人国際ハイウェイ財団、日本純潔同盟、 世界平和宗教連合、孝情教育文化財団、宗教新聞社、統一思想研究院 |
| 3F | 世界平和統一家庭連合東京同胞教会 |
| 2F | 世界平和教授アカデミー、世界平和青年学生連合、平和統一聯合、 アジアと日本の平和と安全を守る全国フォーラム、日韓トンネル推進全国会議   |
| 1F | （セミナールーム） |

## 主なメンバー
五十音順。世界平和教授アカデミーに関して継続して調査したジャーナリストはいないので、使える資料は古いものしかない。そのため、情報源は1980年代中頃までに限られる。1980年代後半以降、どのような人物がかかわっているのかはほぼ報道されていない。
「アカデミー」の会員は、1970年代末頃の数字で約1000人いた。会員の中には、原理研の活動とよく似た手法によって、統一教会のダミー組織だと知らないままだまされて誘い込まれた者もいたようである。
1985年 (昭和60年) 頃の証言によると、ある大学教員が「学生運動について話してほしい」と依頼されたので行ってみると、実際には原理運動のホーム (集団生活の場所) で、話をしているうちに次第に「大学の先生たちの集まりがある」から行ってみないかと、巧みに勧誘が始まったと言う。その「集まり」というのが「アカデミー」である。この証言によると、勧誘の対象になったのは学生運動対策の最前線に立っていた学生部長や学生担当など「学生運動にいじめられた人が多かった」ので、「アカデミー」に取り込まれた者もいたという。

### 会長・本部理事・監事・参与経験者
- 赤堀四郎（参与、大阪大学名誉教授）[31][32]
- 安芸皎一（常任理事、関東学院大学名誉教授）[32]
- 荒木俊馬（参与、元京都産業大学総長）[32]
- 石田武雄（常任理事、専修大学教授）[31]
- 石川六郎（参与、鹿島建設名誉会長）[32]
- 石館守三（参与、元日本薬剤師会会長）[32]
- 糸川英夫（参与、組織工学研究所所長）[31][32]
- 稲葉秀三（参与、産業研究所理事長）[31]
- 今村和男（常任理事、防衛大学校教授）[31]
- 入江通雅（理事、京都産業大学教授、青山学院大学名誉教授）[31][32][33]
- 上野直明（理事、明治大学講師）[31]
- 宇野精一（元常任理事、東京大学名誉教授）[1][32]
- 井上茂信（理事、外交評論家）[31]
- 牛場信彦（元理事、後に参与、元駐米大使）[31][32]
- 江戸英雄（参与、元三井不動産会長）[31]
- 大石泰彦（常任理事、東京大学名誉教授）[31][32]
- 大脇準一郎 (事務局長)[34]
- 奥原唯弘（理事、近畿大学教授）[31][32]
- 緒方浩（監事、緒方法律事務所所長）[32]
- 尾脇準一郎（元事務局長）
- 加瀬英明（理事、評論家）[32]
- 金子泰蔵（参与、元国際商科大学学長）[32]
- 金山政英（参与、国際関係共同研究所所長）[31][32]
- 神川彦松（参与、東京大学名誉教授）[32]
- 嘉村祐一（理事、青山学院大学名誉教授）[32]
- 川西誠（理事、日本大学名誉教授）[32]
- 木内信胤（参与、世界経済調査会理事長）[31][32]
- 木賀健三（常任理事、成城大学名誉教授）[32]
- 黒田俊夫（理事、日本大学名誉教授）[31][32]
- 黒澤清（監事、元獨協大学学長）[32]
- 桑原寿二（参与、総合研究所中国研究部長）[31][32]
- 坂田善三郎（理事、獨協大学名誉教授）[32]
- 坂田亮（理事、慶応義塾大学名誉教授）[32]
- 香坂要三郎（参与、大阪大学名誉教授）[31][32]
- 郷司浩平（参与、元日本生産性本部会長）[31][32]
- 近藤道生（参与、元博報堂社長）[32]
- 今日出海（参与、元国際文化会館理事長）[31]
- 斎藤英四郎（参与、元新日本製鐵社長・元経団連会長）[32]
- 桜田武（参与、経団連名誉会長・元日清紡相談役）[32]
- 佐藤和男（理事・常任理事、青山学院大学名誉教授）[31][32]
- ジェームズ・スチュワート（参与、アジア財団元日本代表）[31][32]
- 清水馨八郎（理事、千葉大学名誉教授）[31]
- 関野英夫（理事、軍事評論家）[32]
- 曽野明（参与、元駐西独大使）[31]
- 滝田実（参与、アジア社会問題研究所理事長）[31]
- 滝原俊彦（帝京女子短大教授）
- 武田勝彦（早稲田大学名誉教授）
- 武田英彦（理事、早稲田大学名誉教授）[31][注 3]
- 多田則明 (事務局次長、国際科学振興財団専務理事)[34]
- 田中直吉（常任理事、東海大学名誉教授）[32]
- 坪内嘉雄（参与、元ダイヤモンド社社長）[32]
- 鳥羽欽一郎（理事、早稲田大学名誉教授）[32]
- 永倉三郎（参与、元九州電力社長）[31]
- 中島正樹（参与、元三菱総研会長）[31][32]
- 中屋健一（理事、成蹊大学名誉教授・東京大学名誉教授）[31][32]
- 西谷啓治（参与、京都大学名誉教授）[32]
- 丹羽春喜（理事、京都産業大学名誉教授）[32]
- 野間繁（常任理事、元創価大学教授・元日本学術会議常任委員長）[32]
- 弘津恭輔（理事、元総合研究所研究員）[32]
- 長谷山崇彦（理事、元中央大学教授・農学博士）
- 福岡克己（理事、立正大学名誉教授）[31]
- 福田信之
- 房村信雄（理事、早稲田大学名誉教授）[31][32]
- 藤田豊（理事、東京電機大学名誉教授）[32]
- 古川哲史（常任理事、亜細亜大学名誉教授）[32]
- 法眼晋作（参与、国際協力事業団初代総裁・元顧問）[31]
- 牧野融（理事、慶應義塾大学名誉教授）[31]
- 松崎芳伸（参与、元日経連専務理事）[32]
- 松下正寿（初代会長、元立教大学総長・元参議院議員）[31]
- 松田藤四郎（理事、東京農業大学教授）[31]
- 松本達治（理事、京都産業大学名誉教授）[32]
- 三猪信吾（理事、高崎経済大学名誉教授）[32]
- 三鬼陽之助（参与、経済評論家）[32]
- 宮塚利雄（山梨学院大学教授）
- 三輪知雄（参与、元筑波大学学長）[32]
- 武藤義一（理事、東京大学名誉教授）[31]
- 村井順（参与、元日本国際問題研究所常務理事）[31][32]
- 本山博（理事、宗教心理学研究所所長）[32]
- 森本真章（理事、筑波大学講師/国際教育研究所、福井工業大学名誉教授）[31][35]
- 矢島鈞次（理事、東京工業大学名誉教授）[32]
- 山口彦之（元：代表理事）
- 湯浅八郎（参与、国際基督教大学名誉総長・元理事長）[32]

### 地区参与経験者
北から南への地区順
- 岩沢靖 (札幌地区参与、元札幌大学理事長)[32]
- 川村秀雄 (札幌地区参与、元北海タイムス会長)[32]
- 丹羽貴知蔵 (札幌地区参与、元北海道大学学長)[32]
- 佐藤貢 (札幌地区参与、元北海道経営者協会会長)[32]
- 大久保道舟 (仙台地区参与、元東北福祉大学学長)[32]
- 吉田賢抗 (仙台地区参与、東北大学名誉教授)[32]
- 永野為武 (仙台地区参与、東北大学名誉教授)[32]
- 桑原幹根 (名古屋地区参与、元愛知県知事)[32]
- 高瀬武平 (金沢地区参与、金沢大学名誉教授)[32]
- 金井兼造 (福井地区参与、元金井学園理事長)[32]

### 地区幹事経験者
北から南への地区順
- 神原富民 (札幌地区幹事、北海道大学名誉教授)[32]
- 上田宏 (仙台地区幹事、東北学院大学名誉教授)[32]
- 岡田克己 (仙台地区幹事、東北大学助教授)[32]
- 西山広宜 (仙台地区幹事、東北福祉大学助教授)[32]
- 曽根清秀 (仙台地区幹事、宮城教育大学名誉教授)[32]
- 野中義夫 (前橋地区幹事、足利工業大学名誉教授)[32]
- 岡本幸治 (関西地区幹事、大阪府立大学名誉教授)[32]
- 笠原正明 (関西地区幹事、神戸市外国語大学名誉教授)[32][注 4]
- 大鹿譲 (関西地区幹事、大阪工業大学名誉教授)[32]
- 山崎重明 (高知地区幹事、高知大学名誉教授)[32]
- 末松慶知 (福岡地区幹事、元中村学園大学教授)[32]
- 久保為久麿 (長崎地区幹事、長崎大学名誉教授)[32]
- 河井修治 (鹿児島地区幹事、鹿児島大学名誉教授)[32]

### 注
1. ↑  日韓トンネル推進全国会議は2017年11月28日に東京都千代田区の海運クラブで結成された組織[25][26]。結成大会で元衆議院議員の宇野治が会長に選出された[27][28]。
2. ↑  佐藤達也「正体」p.197では「100人を超えて」と書かれているが、文脈から見て1000人の誤記のようである。
3. ↑  茶本繁正の記事「「朱光会」の系譜」では武田英彦となっているが、武田勝彦の誤記の可能性が残る。
4. ↑  佐藤「正体」p.19では神戸外国語大学となっているが、神戸市外国語大学の誤りだと見られる。

## 関連図書
- 川口勝之『人間の内面的な感性の表現の研究 ―脳の情報処理よりみた次期社会の総合システム―』世界平和教授アカデミー
- 上寺久雄監修・山口彦之編集『新しい道徳教育への提言―「人格教育」をどう進めるか―』世界日報社
- 世界平和教授アカデミー（著）『国際化時代と日本 再訂版』善本社　1983年12月　ISBN:4793900976